# 伊斯克里尼亞
49°19′59″N 28°15′2″E / 49.33306°N 28.25056°E
伊斯克里尼亞（烏克蘭語：Іскриня），是烏克蘭的村落，位於該國西南部文尼察州，由文尼察區負責管轄，始建於1320年，面積0.09平方公里，海拔高度276米，2001年人口219，人口密度每平方公里2,546.51人。